# ドルフィン・ブラザーズ
ドルフィン・ブラザーズ（The Dolphin Brothers）は、かつてジャパンに在籍していたスティーヴ・ジャンセンとリチャード・バルビエリをフィーチャーしたニュー・ウェイヴ/オルタナティヴ・バンド。1987年に、ジャンセンのドラム、パーカッション、キーボード、リード・ボーカルと、バルビエリのキーボードとシンセサイザーをフィーチャーしたアルバム『キャッチ・ザ・フォール』をリリースした。
アルバムの参加ミュージシャンは、次の通り: フィル・パーマー、デヴィッド・ローズ（アコースティック・ギター、エレクトリック・ギター)、B・ハインリヒ＝キート（エレクトリック・ギター）、クライヴ・ベル（タイ・フルート、ケーナ、クルムホルン）、キャリー・ブース（ピアノ）、ダニー・トンプソン (ダブルベース)、マシュー・セリグマン、ロバート・ベル（ベース）、マーティン・ディッチャム（パーカッション）、スザンヌ・マーフィー、ケイティ・キッスーン、P.P.アーノルド（バック・ボーカル）。

## ディスコグラフィ

### アルバム
- 『キャッチ・ザ・フォール』 - Catch The Fall (1987年、Virgin) ※日本盤にはボーナストラック「フェイス・トゥ・フェイス」を収録[3]

### シングル
- "Shining" (1987年)
- "Second Sight" (1987年)
- 「フェイス・トゥ・フェイス」 - "Face To Face" (1988年) ※日立製作所「インターフェイス」CMソング